# Miss Wonderful
Miss Wonderful is een single van de Nederlandse zanger Wally Tax. Het is afkomstig van zijn album Wally Tax uit 1974. Het is de eerste single van Wally Tax nadat hij Tax Free had ontbonden voor een solocarrière, die evenwel niet echt van de grond kwam. Miss Wonderful was de succesvolste single van Wally Tax, die nog daarna 5 hitjes (Single Top 100) zou scoren.
Het lied is een arrangement van Hans Hollestelle, die ook gitaar speelt in het nummer. Televisiepresentator Gerard van den Berg speelt een hoofdrol in de videoclip.

## Hitnotering

### Nederlandse Top 40
| Hitnotering: 05-01-1974 t/m 06-02-1974 | Hitnotering: 05-01-1974 t/m 06-02-1974 | Hitnotering: 05-01-1974 t/m 06-02-1974 | Hitnotering: 05-01-1974 t/m 06-02-1974 | Hitnotering: 05-01-1974 t/m 06-02-1974 | Hitnotering: 05-01-1974 t/m 06-02-1974 | Hitnotering: 05-01-1974 t/m 06-02-1974 | Hitnotering: 05-01-1974 t/m 06-02-1974 |
| Week:                                  | 1                                      | 2                                      | 3                                      | 4                                      | 5                                      | 6                                      |                                        |
| -------------------------------------- | -------------------------------------- | -------------------------------------- | -------------------------------------- | -------------------------------------- | -------------------------------------- | -------------------------------------- | -------------------------------------- |
| Positie:                               | 24                                     | 15                                     | 11                                     | 12                                     | 18                                     | 31                                     | uit                                    |

### NederlandseDaverende 30
| Hitnotering: 05-01-1974 t/m 08-02-1974 | Hitnotering: 05-01-1974 t/m 08-02-1974 | Hitnotering: 05-01-1974 t/m 08-02-1974 | Hitnotering: 05-01-1974 t/m 08-02-1974 | Hitnotering: 05-01-1974 t/m 08-02-1974 | Hitnotering: 05-01-1974 t/m 08-02-1974 | Hitnotering: 05-01-1974 t/m 08-02-1974 |
| Week:                                  | 1                                      | 2                                      | 3                                      | 4                                      | 5                                      |                                        |
| -------------------------------------- | -------------------------------------- | -------------------------------------- | -------------------------------------- | -------------------------------------- | -------------------------------------- | -------------------------------------- |
| Positie:                               | 26                                     | 13                                     | 7                                      | 9                                      | 17                                     | uit                                    |

### BelgischeBRT Top 30
| Hitnotering: 09-02-1974 t/m 05-04-1974 | Hitnotering: 09-02-1974 t/m 05-04-1974 | Hitnotering: 09-02-1974 t/m 05-04-1974 | Hitnotering: 09-02-1974 t/m 05-04-1974 | Hitnotering: 09-02-1974 t/m 05-04-1974 | Hitnotering: 09-02-1974 t/m 05-04-1974 | Hitnotering: 09-02-1974 t/m 05-04-1974 | Hitnotering: 09-02-1974 t/m 05-04-1974 | Hitnotering: 09-02-1974 t/m 05-04-1974 | Hitnotering: 09-02-1974 t/m 05-04-1974 |
| Week:                                  | 1                                      | 2                                      | 3                                      | 4                                      | 5                                      | 6                                      | 7                                      | 8                                      |                                        |
| -------------------------------------- | -------------------------------------- | -------------------------------------- | -------------------------------------- | -------------------------------------- | -------------------------------------- | -------------------------------------- | -------------------------------------- | -------------------------------------- | -------------------------------------- |
| Positie:                               | 17                                     | 8                                      | 7                                      | 9                                      | 6                                      | 14                                     | 16                                     | 27                                     | uit                                    |

### NPO Radio 2 Top 2000
| Nummer met noteringen in de NPO Radio 2 Top 2000 | '00  | '01  | '02-'03 | '04  | '05  | '06  | '07 | '08  | '09  | '10  |
| ------------------------------------------------ | ---- | ---- | ------- | ---- | ---- | ---- | --- | ---- | ---- | ---- |
| Miss Wonderful                                   | 1512 | 1505 | -       | 1791 | 1571 | 1770 | -   | 1986 | 1836 | 1906 |

1. ↑  Een '-' betekent dat het nummer niet was genoteerd en een vetgedrukt getal geeft de hoogste notering aan.
2. ↑  2000 was het eerste jaar met een notering voor dit nummer.
3. ↑  Deze tabel is bijgewerkt tot en met de laatste editie (2024).